# Eptatretus stoutii
Eptatretus stoutii — вид родини міксинових (Myxinidae).

## Поширення
Міксина поширена в абісальній зоні на півночі Тихого океану біля берегів Канади та США.

## Опис

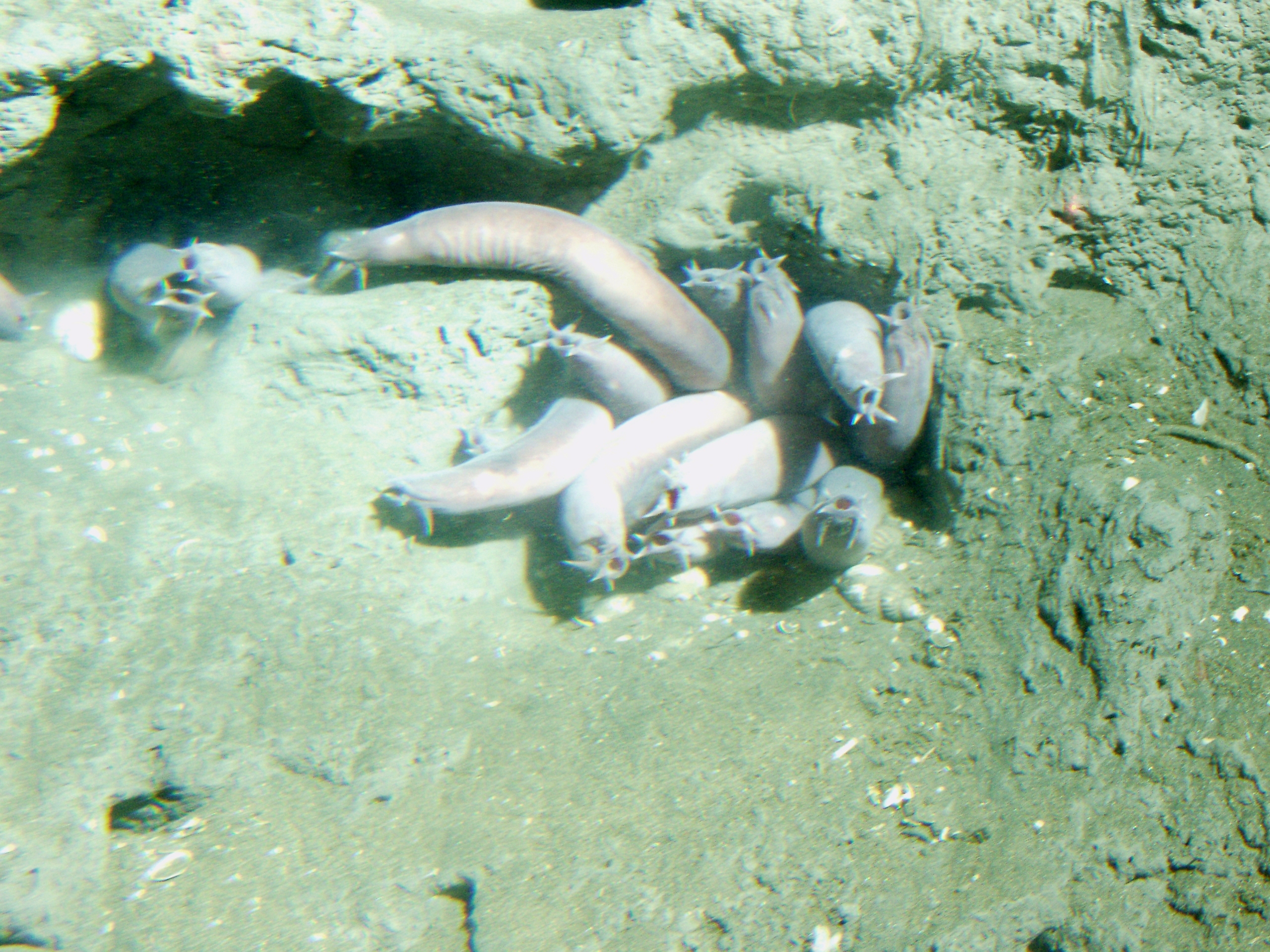
Група Eptatretus stoutii на глибині 150 м біля берегів Каліфорнії.

Тіло завдовжки 35-42 см. Самці менші за самиць. Міксина на морді має щупальця, які дозволяють їй знайти їжу більш легко. У час небезпеки шкірні залози цієї міксини виділяють білок, який при реакції із водою перетворюється на слиз. Тіло тварини за лічені секунди покривається величезною кількістю слизу і міксина стає непривабливою для хижака.

## Спосіб життя
Цей вид мешкає на континентальних шельфах і верхніх схилах на глибинах від 16-966 м. Цей вид живе дрібні мулисті і глинисті ґрунти.

### Розмноження
Дослідження статевих залоз показує, що нерест відбувається протягом усього року. Зрілі самиці відкладають, в середньому, 28 яєць до 5 мм у довжину.  Копулятивний орган у цього виду відсутній.

### Живлення
Eptatretus stoutii можна зустріти у тілах загиблих тварин (наприклад, китів та риб), які потрапили на велику (до одного кілометра) глибину. Він не тільки поїдає трупи, але і живе у них і навіть розмножується серед рештків, що розкладаються.
Раніше зоологи думали, що цей довгий і слизький "санітар" харчується так само, як і інші міксини, які, наблизившись до жертви (не важливо, живої або мертвої), проникають всередину за допомогою потужного язика, наділеного роговими зубцями, і поїдають м'язи і нутрощі, сидячи в виїденій "норі". Проте експерименти Кріса Гловера з Університету Кентербері у 2011 році, а також його колег з Канади показали, що, швидше за все, він, розташувавшись на трупі, всмоктує органічні речовини через шкірні покриви.